# 羅氏金翅雀鯛
羅氏金翅雀鯛（學名：Chrysiptera rollandi），又稱羅氏刻齒雀鯛，是輻鰭魚綱鱸形目雀鯛科金翅雀鯛屬的其中一種，分布於印度西太平洋區，從安達曼海至新喀里多尼亞，北至菲律賓，南迄澳洲大堡礁海域，深度2至35公尺，本魚體呈橢圓形而側扁，身體前半部為深褐色，後半部及腹部淡黃色，頭部帶有一條亮藍色條紋，背鰭硬棘13枚、背鰭軟條10-11枚、臀鰭硬棘2枚、臀鰭軟條12-13枚，體長可達7.5公分，棲息在潟湖、港口和礁石坡，成小群活動，以浮游生物為食，繁殖期成對出現，雄魚會守護魚卵至孵化，生活習性不明，可作為觀賞魚。